# Andrus Veerpalu
Andrus Veerpalu (* 8. února 1971, Pärnu) je bývalý estonský reprezentant v běhu na lyžích, dvojnásobný olympijský vítěz a dvojnásobný mistr světa. Čtyřikrát byl vyhlášen jako nejlepší sportovec své země. V únoru 2011 kvůli zdravotním problémům ohlásil konec kariéry. Antidopingová komise Mezinárodní lyžařské federace jej po přezkoumání kontrolního vzorku ze závodu Světového poháru v Otepää v lednu 2011 potrestala tříletým zákazem činnosti za doping (růstové hormony). Veerpalu se proti verdiktu odvolal a užívání zakázaných látek popírá.

## Rodina
Má čtyři potomky, dvě dcery a dva syny, z nichž Andreas (*24. května 1994) a Anette (*24. července 1996) se rovněž závodně věnují běhu na lyžích.

## Největší úspěchy

### Vítězství ve Světovém poháru
1. Asiago – 15. února 2003 (10 km klas.)
2. Oslo – 8. března 2003 (50 km klas.)
3. Davos – 13. prosince 2003 (15 km klas.)
4. Nové Město – 17. ledna 2004 (15 km klas.)
5. Otepää – 8. ledna 2005 (15 km klas.)
6. Holmenkollen – 12. března 2005 (50 km klas.)